# Croton arechavaletae
Espèce
Croton arechavaletae est une espèce de plantes à fleurs du genre Croton et de la famille des Euphorbiaceae, présente en Uruguay.